# 4-methoxyacetofenon
4-methoxyacetofenon of 4-aceetanisol is een organische verbinding met als brutoformule C5H6O. De stof komt voor als kleurloze schilferige kristallen, die bijna niet oplosbaar zijn in water. Het bezit een kenmerkende aromatische geur van karamel, fruit en vanille. De geur is vergelijkbaar met die van 4-methoxybenzaldehyde (anisaldehyde).

## Synthese
4-methoxyacetofenon kan bereid worden door een Friedel-Crafts-acylering van anisol met acetylchloride:
Als alternatief voor de vaak gebruikte katalysator aluminiumchloride wordt ook gebruikgemaakt van zeolieten.

## Toepassingen
Omwille van diens typische zoete geur wordt 4-methoxyacetofenon verwerkt in onder andere parfums, voeding (als geurstof) en sigaretten. In voeding ligt de concentratie op hoogstens 35 ppm.